# Сицилійська арабська мова
Сицилійська арабська мова (араб. اللَّهْجَة الْعَرَبِيَّة الصِّقِلِّيَّة, трансліт. al-lahja l-ʿarabiyya ṣ-ṣiqilliyya) — різновиди арабської, котрою говорили в Сицилійському еміраті (під владою якого також була Мальта) з IX столітті, що залишалась у вжитку при норманах, та остаточно занепала у XIII столітті. Вона виокремилась з арабської мови після завоювання Сицилії Аббасидським халіфатом у IX столітті, та після завоювань норманів у XI столітті стала занепадати.
Сицилійська арабська — вимерла мова, зафіксована лише на письмі в IX—XIII століттях у Сицилії. Однак, сучасна мальтійська мова, що належить до семітських, вважається її єдиним нащадком. Вважається, що мальтійська походить від одного з діалектів сицилійської арабської, що за останні 800 років еволюціонувала під впливом романських мов-суперстратів. На відміну від мальтійської, сучасна сицилійська мова, що належить до італо-далматійської гілки романських мов, майже не має впливу сицилійської арабської — у сицилійській зафіксовано приблизно 300 слів, що з неї походять.

## Історія

### Поява у Сицилії
Впродовж VII—VIII століть, Сицилія потерпала від набігів з Тунісу. Завоювання візантійської Сицилії арабами-мусульманами було повільним і поступовим. Сицилія вважалась прикордонням, навіть коли у 962 році пала Таорміна, та завоювання завершилось. Навіть після арабських завоювань на острові залишались у вжитку романські мови (Африканська латина), та середньогрецька мова. Сицилійською арабською переважно розмовляли сицилійські мусульмани. Проте, по засновницькому статуту церкви Санта-Марія-дель-Амміральйо (написаному грецькою та арабською), можна судити, що сицилійська арабська була рідною і для сицилійських (у цьому випадку — палермських) православних християн.

### Сицилія під владою норманів
Коли нормани почали завоювання Сицилії, острів був поділений на дві основні нелатиномовні лінгвістичні групи:
- Носії арабської, переважно у Палермо, Аґрідженто, Бутері, Енні та Ното;
- Носії грецької, переважно у Мессіні, Таорміні, Чефалу, Катанії та Сиракузі.

У 1086 році, нормани домоглися обернення у християнство останнього значущого правителя з династії Кальбітів у Енні, Ібн Хамуда. Після цього, та внаслідок прийняття норманами багатьох арабських звичаїв управління, утворилась християнська сицилійська арабська мова. За норманів, канцелярія працювала арабською мовою, грецькою мовою та латиною.

Сучасна копія Tabula Rogeriana (у перегорненому вигляді, в оригіналі північ знизу).

Nuzhat al-mushtāq fi'khtirāq al-āfāq (араб. نزهة المشتاق في اختراق الآفاق, досл. «Книга приємних подорожей у далекі землі»), більш відома, як Tabula Rogeriana (досл. з латини «Книга Рожера») — опис світу та карта світу, створена арабським географом Мухаммадом аль-Ідрісі у 1154 році. Аль-Ідрісі п'ятнадцять років працював над коментарями та ілюстраціями до карти при дворі норманського короля Рожера II, що замовив її приблизно у 1138 році[прояснити].

### Занепад після 1200
Після завоювань, і арабська, і грецька використовувались місцевими правителями, та зокрема у фіскальній адміністрації короля, що керувала підпорядкованими королю землями та людьми в Сицилії та Калабрії. Видані нею документи — одні з головних та найважливіших джерел для опису арабської мови у Сицилії. Однак, коли до влади у 1194 році замість норманів прийшли Гогенштауфени, арабська перестала використовуватись в урядових справах. В XIII столітті, Гогенштауфени виселили мусульман, що залишились, у Лучеру та північну Африку. Через вигнання, лишились лише ті носії сицилійської арабської, що були християнами.
Коли Сицилія опинилась під владою арагонців, при владі на острові стали дворяни-каталонці, за яких єдиною офіційною мовою була латина. Офіційні записи грецькою та арабською перестали з'являтись до початку XIV століття.
Вплив арабської мови простежується у частині лексики сицилійської мови. Більшість слів арабського походження стосуються сільського господарства або дотичних тем.

## Мальтійська мова
Мова, якою зараз розмовляють у Мальті та яка походить з сицилійської арабської зветься мальтійською. Майже не збереглося записів сицилійської арабської з XIV століття, а найраніший запис мальтійською, Іль-Кантілена (Xidew il-Qada) написаний Піетру Кашаро[уточнити переклад], з'явився наприкінці XV століття, написаний латинською абеткою.
Мальтійська виділилась з сицилійської арабської внаслідок поступової латинізації, що почалась після повторної християнізації Мальти (завершеної у 1250). Частина сицилійської арабської лексики відповідає сучасній мальтійській лексиці. Хоч сицилійська арабська доволі мало вплинула на сучасну сицилійську, в ній є значна кількість слів арабського походження, що потрапила до мови або з іспанської, або безпосередньо з сицилійської арабської. Деякі приклади наведено у таблиці нижче:
| Мальтійська | Сицилійська (Арабське походження) | Іспанська (Арабське походження) | Арабська (Літературна) | Переклад        |
| ----------- | --------------------------------- | ------------------------------- | ---------------------- | --------------- |
| ġiebja      | gebbia                            | aljibe                          | ‏جَابِيَة‎ (jābiya)         | резервуар       |
| ġulġlien    | ciciulena                         | ajonjolí                        | ‏جُلْجُلَان‎ (juljulān)      | насіння кунжуту |
| sieqja      | saia                              | acequia                         | ‏سَاقِيَة‎ (sāqiya)         | канал           |
| żagħfran    | zaffarana                         | azafrán                         | ‏زَعْفَرَان‎ (zaʿfarān)      | Шафран          |
| żahra       | zàgara                            | azahar                          | ‏زَهْرَة‎ (zahra)           | квіт            |
| żbib        | zibbibbu                          | acebibe                         | ‏زَبِيب‎ (zabīb)           | родзинки        |